# میرچا پتسکو
میرچا پتسکو (رومانیایی: Mircea Petescu; ۱۵ مهٔ ۱۹۴۲ – ۱۶ دسامبر ۲۰۱۸) بازیکن و مربی فوتبال اهل رومانی بود.
از باشگاه‌هایی که در آن بازی کرده‌است می‌توان به باشگاه فوتبال استوا بخارست اشاره کرد.
وی همچنین در تیم ملی فوتبال رومانی بازی کرده‌است.